# Prionospio sandersi
Prionospio sandersi är en ringmaskart som beskrevs av Maciolek 1981. Prionospio sandersi ingår i släktet Prionospio och familjen Spionidae. Inga underarter finns listade i Catalogue of Life.